# Pàvlivka (Bilohirsk)
|  | Per a altres significats, vegeu «Pàvlivka». |

Pàvlivka (en ucraïnès: Павлівка, en rus: Павловка, Pavlovka) és un poble de la República Autònoma de Crimea a Ucraïna, que el 2014 tenia 590 habitants. Pertany al districte de Bilohirsk.